# Gijs Besselink
Gijs Besslink (Heeten, 24 giugno 2004) è un calciatore olandese, centrocampista del Willem II in prestito dal Twente.

## Carriera
Besselink è cresciuto nel settore giovanile del Twente. Il 14 luglio 2023 ha firmato un contratto professionistico con il club olandese ed il 10 agosto successivo ha debuttato in prima squadra nella vittoria per 2-0 contro il Riga FC in UEFA Europa Conference League.

## Statistiche

### Presenze e reti nei club
Statistiche aggiornate al 13 gennaio 2024.
| Stagione        | Squadra         | Campionato      | Campionato | Campionato | Coppe nazionali | Coppe nazionali | Coppe nazionali | Coppe continentali | Coppe continentali | Coppe continentali | Altre coppe | Altre coppe | Altre coppe | Totale | Totale | Totale |
| Stagione        | Squadra         | Comp            | Pres       | Reti       | Comp            | Pres            | Reti            | Comp               | Pres               | Reti               | Comp        | Pres        | Reti        | Pres   | Reti   |        |
| --------------- | --------------- | --------------- | ---------- | ---------- | --------------- | --------------- | --------------- | ------------------ | ------------------ | ------------------ | ----------- | ----------- | ----------- | ------ | ------ | ------ |
| 2023-2024       | Twente          | ED              | 8          | 0          | CO              | 0               | 0               | UECL               | 4                  | 1                  |             | -           | -           | 12     | 1      |        |
| Totale carriera | Totale carriera | Totale carriera | 8          | 0          |                 | 0               | 0               |                    | 4                  | 1                  |             | -           | -           | 12     | 1      |        |